# L129 (Марксманская винтовка)
L129A1, также известная как L129A1 Sharpshooter Rifle, представляет собой марксманскую винтовку калибра 7,62×51 мм НАТО, производимую компанией Lewis Machine & Tool Company (LMT) для Вооружённых сил Великобритании.

## История
В 2009 году компания Lewis Machine & Tool Co заключила контракт на поставку Министерству обороны Великобритании 440 винтовок LM308MWS калибра 7,62×51 мм под официальным служебным обозначением L129A1. Инвентаризационный номер НАТО — 1005-99-226-6708. По состоянию на декабрь 2014 года вооруженным силам Великобритании было поставлено более 3000 единиц.
Во время войны в Афганистане британские подразделения лёгкой пехоты иногда оказывались в меньшинстве из-за стрелкового оружия, оказавшегося недостаточно дальнобойным из-за промежуточного патрона 5,56 мм. Единственные виды стрелкового оружия, способные вести эффективный ответный огонь в диапазоне от 400 до 800 м, были единый пулемёт и снайперская винтовка с продольно-скользящим затвором. Данные виды оружия под полноценный патрон 7,62 мм НАТО не очень подходило для увеличения эффективной дальности поражения британских восьмистрелковых отделений.
LM308MWS был представлен в соответствии с срочными оперативными требованиями Министерства обороны Великобритании для немедленного развёртывания полуавтоматической снайперской винтовки калибра 7,62 НАТО в Афганистане. Среди других представленных винтовок были FN SCAR-H, Heckler & Koch HK417 и Sabre Defense XR-10. Была выбрана винтовка LMT, получившая обозначение L129A1 и поступившая на вооружение в апреле 2010 года в Афганистане. Одному члену (так называемому «марксману») британского стрелкового отделения вместо штурмовой винтовки был выдан L129A1.

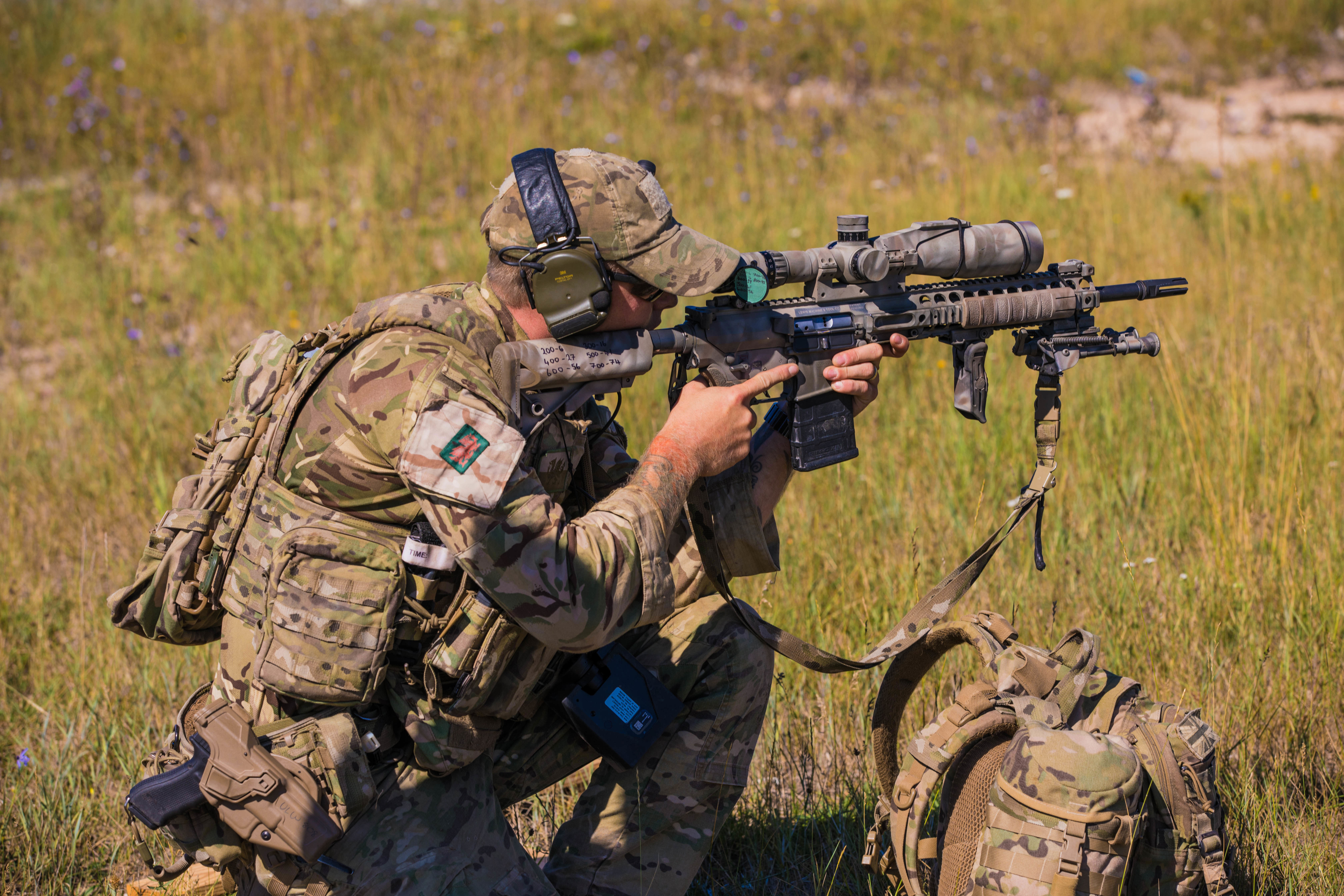
L129A1 SSW с оптическим прицелом 3-12×50.

Sniper Support Weapon (SSW), также обозначенная как L129A1, была принята на вооружение вторым человеком в каждой снайперской команде и оснащена оптическим прицелом Schmidt & Bender 3-12×50 и глушителем Surefire.
В Королевской морской пехоте была принята усовершенствованная версия L129A2 (MARS-H) под патрон 6,5 мм Creedmoor с 457-мм стволом, новый прицелом Leupold, глушителем HuxWrx, баллистическим вычислителем Envision Technology и тепловизионным прицелом Pixels-on-Target. Винтовка была принята на вооружение в 2023 году.

## Варианты

### L129A1
Первоначальный вариант под патрон 7,62×51 мм НАТО с 406-мм стволом и прицелом 6×48 Trijicon ACOG. Принят на вооружение в 2009 г.

### L129A2
Обновлённый вариант под патрон 6.5 Creedmoor с 457-мм стволом, более длинной передней направляющей с прорезями M-LOK, полностью двусторонней нижней ствольной коробкой, оптическим прицелом Leupold Mark 5HD и глушителем HuxWrx. Принят на вооружение в 2023 году.

### Гражданские варианты
Гражданский вариант винтовки, получивший название L129A1 Reference Rifle, поставляемый без какой-либо оптики, продается компанией LMT на американском рынке стрелкового оружия. Для рынка Великобритании также производилась версия с прямым скользящим затвором.